# Geen partij voor tevredenen
Geen partij voor tevredenen is een hoorspel van Jan Moraal. De AVRO zond het uit op donderdag 17 maart 1966 (met een herhaling op donderdag 23 april 1970). De regisseur was Dick van Putten. De uitzending duurde 50 minuten.

## Rolbezetting
- Paul van der Lek (Marcos)
- Fé Sciarone (Marian, zijn vrouw)
- Rien van Noppen (de notaris)
- Han König (Halma)
- Huib Orizand (de directeur)
- Tonny Foletta & Jos van Turenhout (Tesman & Parro, twee vakbondsbestuurders)
- Hans Jonges (een nieuwslezer)
- Frans Somers (dr. Cabijne)
- Willy Ruys (dr. Forel)
- Wam Heskes (professor Heisman)
- Louis de Bree (de president van de rechtbank)

## Inhoud
De kassier Gerard Marcos is een tevreden man. Dat heeft hij ‘s avonds op een soos aan zijn vrienden gezegd. De volgende dag staat het in de krant: “Verslaggever ontdekt de tevreden mens.” Maar Marcos’ directeur neemt het niet en dwingt hem zijn verklaring in te trekken. Wat is immers verdachter in de wereld dan een bedrijf met een tevreden kassier? De man blijft tevreden en krijgt ontslag. De mensen weten niet wat tevredenheid is. Ze denken dat je pas tevreden kunt zijn als alles is zoals je het hebben wilt. En dát kan natuurlijk nooit! Ook door de vakbeweging wordt Marcos als lid geroyeerd. Door zijn gedrag komt ze toch immers in een volslagen ridicule positie? Maar is tevredenheid dan misschien een geestelijke afwijking? Ook de economen en sociologen mengen zich in de strijd en beweren dat Marcos een revolutie gaat beginnen in het sociaal-economisch denken van deze eeuw. Weet hij dan niet op welk fundament onze huidige westerse welvaart is gebouwd? Op de fundamentele ontevredenheid. Op dié ontevredenheid kopen wij onze duurdere auto’s, ons behang, onze koelkasten, onze longdrinks, alles! Nieuwe artikelen moeten gekocht worden, dus moet de reclame ons ontevreden maken met de oude artikelen. Niet omdat die oude niet voldoen. De consument koopt de artikelen toch allang niet meer omdat hij ze nodig heeft. Hij koopt statussymbolen, sekssymbolen. Marco’s partij voor tevredenen zal geen stand kunnen houden. De regering acht de PVT verboden, strijdig met de openbare orde. De tevredenheid wordt zelfs veroordeeld als misdrijf…